# HALO/HAHO
HALO i HAHO són dos termes usats per les forces armades de diversos països per descriure un mètode de transportar personal, equips i subministraments des d'un transport aeri a gran alçada mitjançant un salt en caiguda lliure en paracaigudes.
HALO és un acrònim per l'anglès High Altitude-Low Opening (Gran alçada-Baixa obertura), mentre que HAHO significa High Altitude-High Opening (Gran alçada-Alta obertura). D'un temp ençà, la tècnica HALO també és practicada per civils.
La principal diferència entre ambdues tècniques és que en HALO el paracaigudista obre el paracaigudes a baixa alçada, després d'un temps de caiguda lliure, mentre que en HAHO el paracaigudista obre el paracaigudes a gran alçada, uns segons després de saltar de l'avió.
La tècnica HAHO es fa servir per transportar equipament, subministraments i personal, mentre que la tècnica HALO generalment és usada només per personal. En condicions normals, l'avió vola a una alçada d'aproximadament 8.000 metres.

## HALO
Els orígens de la tècnica HALO es remunten a 1960, quan la Força Aèria dels Estats Units (USAF) estava dirigint experiments per millorar les condicions dels pilots que necessitaven ejectar-se a gran alçada. Com a part dels experiments, el Coronel Joe Kittinger va fer el primer salt d'alçada des d'una alçada de 19 milles. Tot i això, la tècnica va ser usada en combat per primera vegada en un altercat militar a Laos, on soldats estatunidencs van fer els primers salts de combat a gran alçada. L'equip 6 dels SEAL de la Navy va millorar la tècnica i va incloure el transport de bots i altres objectes grossos juntament amb persones.
Actualment, la tècnica s'usa per descarregar subministraments, equipaments o personal a alta alçada quan l'avió pot volar sobre l'enemic sense suposar un perill per la càrrega.
Per descàrrega d'objectos, la càrrega és expulsada de l'avió amb un paracaigudes estabilitzador. La càrrega cau fins a una baixa alçada i, llavors, un segon paracaigudes s'obre, per permetre un aterratge a baixa velocitat. El personal militar es mourà al punt on hagi caigut la càrrega per assegurar-la, desempaquetar-la o el que correspongui.
En un exercici HALO comú, el paracaigudista saltarà de la nau, caurà durant un llarg període i obrirà el seu paracaigudes a baixa cota.

## HAHO
La tècnica HAHO es fa serir per desplegar personal a alta cota quan l'aeronau pot volar sobre el cel enemic sense que signifiqui una amenaça pels saltadors.
En un exercici HAHO comú, el paracaigudista salta de la nau i acciona el seu paracaiguedes a alta cota, paroximadament 10 o 15 segons després de saltar (el que suposa estar a uns 8.000 metres d'altitud). El saltador fa servir una bruixola per guiar-se mentre vola una llarga distància. S'ha de fixar en el terreny i en els seus punts de referència per navegar a la zona d'aterratge desitjada, i pel camí, corregir el seu rumb degut a canvis en la direcció i velocitat del vent; es converteix en un complicat problema.
La tècnica HAHO és també usada per desplegar equips militars. L'equip salta de la nau i forma mentre descendeix amb el seu paracaigudes. Generalment, el saltador en la posició mès baixa actua de guia i dirigeix els seus companys.